# Suczawa (rzeka)
Suczawa (rum. Suceava, ukr. Сучава Suczawa) – rzeka w północno-wschodniej Rumunii, w górnym odcinku graniczna z Ukrainą (obwód czerniowiecki). Prawy dopływ Seretu w zlewisku Morza Czarnego. Jej długość wynosi 170 km, powierzchnia zlewni – 3,8 tys. km².
Źródła pod szczytem Lucina w górach Obcina Mestecăniș. Płynie na wschód przez Zewnętrzne Karpaty Wschodnie, które dzieli na Beskidy Połonińskie na północy i Karpaty Mołdawsko-Munteńskie na południu. Wypływa z gór na Wyżynę Suczawy, zmienia kierunek na południowo-wschodni, przepływa przez miasto Suczawę i uchodzi do Seretu koło wsi Liteni. Doliną Suczawy niemal na całej długości biegną droga i linia kolejowa.